# Sidastrum paniculatum
Sidastrum paniculatum är en malvaväxtart som först beskrevs av Carl von Linné, och fick sitt nu gällande namn av P.A. Fryxell. Sidastrum paniculatum ingår i släktet Sidastrum och familjen malvaväxter. Inga underarter finns listade i Catalogue of Life.